# Kleinaziatische adder
De kleinaziatische adder (Montivipera xanthina) is een slang uit de familie adders (Viperidae).

## Naam en indeling
De wetenschappelijke naam van de soort werd voor het eerst voorgesteld door John Edward Gray in 1849. Oorspronkelijk werd de wetenschappelijke naam Daboia xanthina gebruikt. De slang werd lange tijd tot het geslacht Vipera gerekend, waardoor de oude naam veel opduikt in de literatuur.
De soort wordt ook wel Ottomaanse adder en xanthia-adder genoemd.

## Verspreiding en habitat
Deze adder komt voor van zuioostelijk Europa tot het midden-Oosten en leeft in de landen Turkije, Griekenland en Syrië. De habitat bestaat uit scrublands en graslanden. Ook in door de mens aangepaste streken zoals akkers, weilanden, plantages en landelijke tuinen kan de slang worden gevonden. De slang houdt van enigszins vochtige leefomgevingen en wordt meestal aangetroffen in de buurt van sloten en beekjes. De soort is aangetroffen van zeeniveau tot op een hoogte van ongeveer 2000 meter boven zeeniveau.

## Uiterlijke kenmerken
De kleinaziatische adder bereikt een totale lichaamslengte tot ongeveer 120 centimeter en is makkelijk te onderscheiden van andere soorten hoewel er enige kleurvariatie is. De meeste exemplaren hebben een enkele rij zeer grote donkere vlekken op het midden van de rug die meestal niet met elkaar in verbinding staan. Meestal vormen ze bij de nek een kort zigzagpatroon dat vlak voor de kop ophoudt. Strepen en V-vormige vlekken heeft deze soort vrijwel nooit, maar wel de kenmerkende driehoekige kop, randen boven de ogen en een verticale pupil.

## Levenswijze
Het voedsel bestaat uit kleine knaagdieren, vogels en kleine reptielen, soms ook andere slangen en de juvenielen leven voornamelijk van hagedissen.
De kleinaziatische adder is een van de grootste soorten adders, de slang is vrij giftig maar door het kleine verspreidingsgebied en doordat de meeste beten in handen en voeten plaatsvinden maakt de slang niet veel dodelijke slachtoffers. De adder wordt in het natuurlijke areaal vaak gemakkelijk herkend, in de streken waar de soort voorkomt wordt van jongs af aan aan kinderen geleerd niet met de adders spelen. Reeds net uit het ei zijn de dieren al giftig, al zijn ze pas 20 centimeter lang en erg dun.

## Beschermingsstatus
Door de internationale natuurbeschermingsorganisatie IUCN is de beschermingsstatus 'veilig' toegewezen (Least Concern of LC).

## Ondersoorten
De kleinaziatische adder wordt verdeeld in vijf ondersoorten, waaronder de pas in 2019 beschreven Montivipera xanthina varoli. De ondersoorten zijn onderstaand weergegeven, met de auteur en het verspreidingsgebied.
| Naam                              | Auteur                          | Verspreidingsgebied          |
| --------------------------------- | ------------------------------- | ---------------------------- |
| Montivipera xanthina dianae       | Cattaneo, 2014                  | Griekenland                  |
| Montivipera xanthina nilsoni      | Cattaneo, 2014                  | Griekenland                  |
| Montivipera xanthina occidentalis | Cattaneo, 2017                  | Griekenland                  |
| Montivipera xanthina xanthina     | Gray, 1849                      | Overige delen van het areaal |
| Montivipera xanthina varoli       | Afsar, Yakin, Çiçek, Ayaz, 2019 | Turkije                      |